# Porphyrinia himmighoffeni
Porphyrinia himmighoffeni là một loài bướm đêm trong họ Noctuidae.